# Ceroplastes hawanus
Ceroplastes hawanus är en insektsart som beskrevs av Williams och Watson 1990. Ceroplastes hawanus ingår i släktet Ceroplastes och familjen skålsköldlöss. Inga underarter finns listade i Catalogue of Life.